# Alfred Naujocks
 (juillet 2008).
Si vous disposez d'ouvrages ou d'articles de référence ou si vous connaissez des sites web de qualité traitant du thème abordé ici, merci de compléter l'article en donnant les références utiles à sa vérifiabilité et en les liant à la section « Notes et références ».
 Alfred Helmut Naujocks , alias Hans Mueller, alias Alfred Bonsen, ou Rudolf Möbert né le 20 septembre 1911 à Kiel et mort le 4 avril 1966 à Hambourg, est un membre allemand du parti nazi (Parti national-socialiste des travailleurs allemands), et membre de la SS (Schutzstaffel). 
Il est considéré par certains historiens comme étant « l'homme qui a déclenché la Deuxième Guerre mondiale ». C'est d'ailleurs le titre du livre de Günter Peis qui lui est consacré, et qui se présente comme la transcription du témoignage d'Alfred Naujocks lui-même.

## Biographie

### Entrée dans la SS
Fils d'un épicier, Alfred Naujocks quitte l'école en 1925 pour un apprentissage de mécanicien de précision. Le 1er août 1931, il s'inscrit au parti nazi (Parti national-socialiste des travailleurs allemands) et en 1933 à la SS (Schutzstaffel). À partir de 1934, il devient collaborateur de Reinhard Heydrich, chef du Sicherheitsdienst (SD), le service de sécurité et de la police SS.
Nommé Sturmbannführer (major) dans les SS, il se livre à l'espionnage, la machination, la falsification de passeports, la miniaturisation des émetteurs-récepteurs radio, et obtient carte blanche pour installer ses services dans un bâtiment de la Delbrückstraße à Berlin.
Dans la nuit du 23 au 24 janvier 1935, en République Tchèque, avec l'aide de Gert Gröthe (agent du SD), il abat Rudolf Formis, un radiographiste allemand membre du Front noir d'Otto Strasser (résistance SA). Celui-ci transmettait par radio sa propagande depuis un hôtel, l'hôtel Zahori.

### Affaire de Gleiwitz le 31 août 1939
Cette fausse attaque baptisée opération Himmler a pour fonction de légitimer le déclenchement de l'offensive allemande contre la Pologne.
« Heydrich m'ordonna personnellement de simuler une attaque contre la station radio allemande de Gleiwitz, près de la frontière polonaise en faisant croire que le groupe d'agresseurs était formé de Polonais. », déclaration de Naujocks à Nuremberg le 20 novembre 1945[réf. nécessaire].
« Devant moi, Heinrich Müller examine avec un nommé Mehlhorn les plans d'un autre incident de frontière destiné à simuler une action de soldats polonais contre les troupes allemandes. Muller déclara qu'il disposait de 11 à 13 condamnés de droit commun qu'on devait habiller en soldats polonais et dont on laisserait les cadavres sur le terrain pour faire croire qu'ils avaient été tués au cours de l'action. Un médecin à la solde de Reinhard Heydrich leur administrerait prématurément des injections mortelles en même temps que l'on s'arrangerait pour qu'ils portent des traces de balles de fusils. Après l'incident, des journalistes et d'autres personnes seraient amenés sur les lieux... », déclaration de Naujocks à Nuremberg le 20 novembre 1945[réf. nécessaire].
Il faut préciser que les condamnés devant jouer le rôle de cadavres étaient surnommés par les membres du complot, des « conserves en boites ».
« ...la première section de l'Abwehr, ainsi que la mienne... la section II, reçurent la mission de fournir des uniformes et des équipements, des cartes d'identités, etc., pour l'opération Himmler... lorsque le premier communiqué de la Wehrmacht parla d'une attaque d'unités polonaises sur le territoire allemand, le colonel Hans Piekenbrock  qui tenait le communiqué entre les mains et le lisait à haute voix, fit observer que maintenant nous savions à quoi devaient servir nos uniformes... Quelques jours plus tard, Canaris nous informa que des gens des camps de concentration avaient été déguisés avec ces uniformes et avaient reçu l'ordre d'entreprendre l'attaque contre la station de radio... d'après ce que je sais, les membres du SD qui prirent part à cette opération furent éliminés, c’est-à-dire tués. », déclaration du général Erwin Lahousen (chef de la section II de l'Abwehr) à Nuremberg le 30 novembre 1945[réf. nécessaire].

### Incident de Venlo
Le 9 novembre 1939, avec Walter Schellenberg, Alfred Naujocks met en œuvre un plan pour introduire aux Pays-Bas des agents allemands armés et capturer deux agents des services secrets britanniques (Secret Intelligence Service ou MI6) en territoire néerlandais, violant ainsi la neutralité des Pays-Bas qui ne sont pas encore en guerre avec l'Allemagne : cette attaque est appelée incident de Venlo.

### Guerre
Lors de l'invasion de l'URSS en juin 1941, Naujocks part en Russie dans la 1re division SS Leibstandarte Adolf Hitler comme simple SS. Blessé grièvement à Kherson (Ukraine), il est rapatrié en Allemagne et reprend son service dans le SD.
Dès 1942, Alfred Naujocks met en œuvre un projet secret allemand destiné à déstabiliser l'économie britannique pendant la Seconde Guerre mondiale, en inondant le pays de faux billets de banque de 5 £, 10 £, 20 £, et 50 £. Ce plan machiavélique porte le nom d'opération Bernhard.
En octobre 1944, il est fait prisonnier par les Américains dans les Ardennes et en 1946, il réussit à s'évader du camp. Il vivra quelques années paisiblement à Hambourg, pour s'éteindre dans cette ville le 4 avril 1966.

### Sources
- Dossier de l'histoire no 137 - 31 août 1939 : « Les Allemands attaquent la Pologne - La Machination de Gleiwitz », Louis Saurel
- Günter Peis, Naujocks, l'homme qui déclencha la guerre, traduction de Gérard Mézières, Arthaud, 1961. Dans cette version, le texte de Günter Peis est précédé d'une sorte de préface par Alfred Naujocks qui authentifie le reste du texte.
- La ténébreuse affaire de Gleiwitz (Miroir de l'histoire) - Jacques Mordal
- Histoire pour tous no 81 - janvier 1977 : Alain Decaux, À la recherche du temps passé, pages 199-208
- Le IIIe Reich de William L. Shirer, édition Stock, opération « conserve en boîte » p. 556-557/p. 634-635, Naujocks dirige un simulacre d'attaque polonaise contre une station radio allemande sous les ordres de Heydrich & Himmler, incident « Vanloo » p. 695 : Walter Schellenberg & Alfred Naujocks organisent l'enlèvement de deux agents britanniques sur la frontière hollandaise, afin de maquiller le faux attentat du 8 novembre 1939 dans une brasserie de Munich, censé viser Adolf Hitler.